# Sážža Senja naturhus og museum
Sážža Senja naturhus og museum är ett utställnings- och friluftslivscenter på ön Senja i Senja kommun i Troms fylke i norra Norge. Centret ligger i tidigare Øverbotns skola i den södra delen av ön. Det drivs av Midt-Troms Museum och Forvaltningsknutepunkt Øverbotn för Ånderdalens nationalparksstyre.
I centret finns den permanenta natur- och kulturhistoriska utställningen Folk & Natur på Sážža/Senja, om ön Senja och om Ånderdalens nationalpark. I närheten finns Kaperdalen Samemuseum, som ger exempel på de bofasta samernas kultur på Senja.